# Sunbury, Ohio
Sunbury är en ort i Delaware County i delstaten Ohio, USA.